# Sueli Carneiro
Sueli Carneiro   (São Paulo, 24 de juny de 1950) és una escriptora, catedràtica i activista brasilera en pro dels drets de les dones i del moviment negre a Brasil.

## Biografia i obra
Va nàixer al barri paulista de Lapa al 1950; fou la primera filla —de set— de José Horácio Carneiro i Eva Alves, un ferroviari i una costurera respectivament. Estudià filosofia a la Universitat de São Paulo, i cursà el doctorat en Educació de la mateixa institució.
Entrà en l'àmbit feminista a partir de la dècada de 1970; en aquest context, fou fundadora del Col·lectiu de Dones Negres de São Paulo al 1980, la primera organització del seu tipus en aquest estat.
Al 1988, Sueli funda l'organització Geledés – Institut de la Dona Negra, una de les majors ONG de feminisme negre a Brasil i la primera organització afrofeminista de São Paulo que ha liderat la lluita contra el racisme a Brasil en donar visibilitat a les dones afrobrasileres, de la qual ha estat directora. El 2012 és nomenada membre del Consell Nacional de Drets de la Dona.
Ha col·laborat per a diverses revistes, entre aquestes, Correio Braziliense, Estudos feministas, Revista Espaço Acadêmico, Presença da mulher, entre d'altres. El 1998 rep el Premi de Drets Humans de la República Francesa, mentre que un any abans havia estat finalista del Premi Claudia, un dels guardons més importants d'Amèrica Llatina.

### Obres
- Racisme, sexisme i desigualtat al Brasil.
- Mulher negra, en coautoria amb Thereza Santos (1985).
- Mulher negra. Política governamental i a mulher, en coautoria amb Thereza Santos i Albertina d'Oliveira Costa (1985).